# Apistogramma nijsseni
Apistogramma nijsseni è un piccolo pesce d'acqua dolce, appartenente alla famiglia Cichlidae.

## Distribuzione e habitat
Questa specie è diffusa nel bacino idrografico del fiume Carahuayte nella regione peruviana del Ucayali. Abita le acque scure ricche dei ruscelli con fondo costituito da foglie sommerse.

## Descrizione
Il corpo è allungato, con testa grossa, occhi grandi e labbra carnose, compresso ai fianchi. Il peduncolo caudale è corto e tozzo, la pinna caudale arrotondata. La pinna dorsale è bassa, retta da grossi raggi e terminante con una zona più morbida e alta. La pinna anale è allungata, le ventrali sono appuntite, le pettorali ampie e arrotondate. Il dimorfismo sessuale è visibile sono nell'età adulta e spesso durante il periodo riproduttivo, quando in entrambi i sessi compaiono macchie nere in posizioni differenti. Il maschio presenta normalmente una livrea verde-azzurra, con gola e testa tendenti al giallo. Le pinne sono giallo verdi puntinate e orlate d'azzurro e la coda è orlata di rosso vivo. Nel periodo riproduttivo sul dorso compaiono macchie nere, così come nel peduncolo caudale. La femmina è solitamente giallo beige, con ventre chiaro. Durante il periodo riproduttivo compaiono chiazze nero verdi in zone ben precise (peduncolo caudale, gola, fianchi, pinna dorsale). La coda è più o meno visibilmente orlata di rosso vivo.

Raggiunge una lunghezza massima di 7 cm il maschio (di corporatura molto "massiccia" per essere un Apistogramma) e di 4,5 cm la femmina.

## Etologia
A. nijsseni è una specie territoriale che può divenire aggressiva soprattutto con i conspecifici se entra nel territorio di un altro. La sua territorialità eccessiva può manifestarsi nel periodo della riproduzione; in genere la specie in sé è socievole senza problemi di convivenza con altre specie.

## Alimentazione
Si nutre di invertebrati.

## Riproduzione
Le uova, arancioni, sono deposte in cavità rocciose e curate dalla femmina fino alla chiusa (2 giorni circa): agli avannotti toccheranno le cure del padre.

## Acquariofilia
È commerciato e riprodotto per l'allevamento in acquario, anche se non è una specie conosciuta e diffusa capillarmente.